# إطلاق النار على فيل (فلم)
إطلاق النار على فيل (بالإنجليزية: To Shoot an Elephant) هو فيلم وثائقي تم إنتاجه في إسبانيا وصدر في سنة 2009.

## وصلات خارجية
- مقالات تستعمل روابط فنية بلا صلة مع ويكي بيانات

1. ↑  "معلومات عن إطلاق النار على فيل (فيلم) على موقع allmovie.com". allmovie.com. مؤرشف من الأصل في 2019-12-10.
2. ↑  "معلومات عن إطلاق النار على فيل (فيلم) على موقع moviemeter.nl". moviemeter.nl. مؤرشف من الأصل في 2019-12-10.
3. ↑  "معلومات عن إطلاق النار على فيل (فيلم) على موقع csfd.cz". csfd.cz. مؤرشف من الأصل في 2019-12-10.